# Atlantis no Nazo
 (juillet 2024).
Si vous disposez d'ouvrages ou d'articles de référence ou si vous connaissez des sites web de qualité traitant du thème abordé ici, merci de compléter l'article en donnant les références utiles à sa vérifiabilité et en les liant à la section « Notes et références ».
Atlantis no Nazo (アトランチスの謎, Atoranchisu no Nazo, « Le Mystère de l'Atlantide ») est un jeu vidéo de plates-formes développé et édité par Sunsoft et sorti uniquement au Japon en 1986 sur Famicom puis en 2001 sur PlayStation et Windows.
Le jeu se déroule dans la mythique Atlantide. Le joueur contrôle un aventurier amateur nommé Wynn (ウィン), dont l'objectif est de sauver son maître retenu captif.
Sunsoft développe le jeu dans l'intention de surpasser le très populaire Super Mario Bros., et fait la publicité de son titre avec le slogan Ano Super Mario wo koeta!! (あのスーパーマリオを超えた!!, « Le jeu qui a dépassé Super Mario !! »). Le nombre de niveaux surpasse également celui de Super Mario Bros..

## Scénario

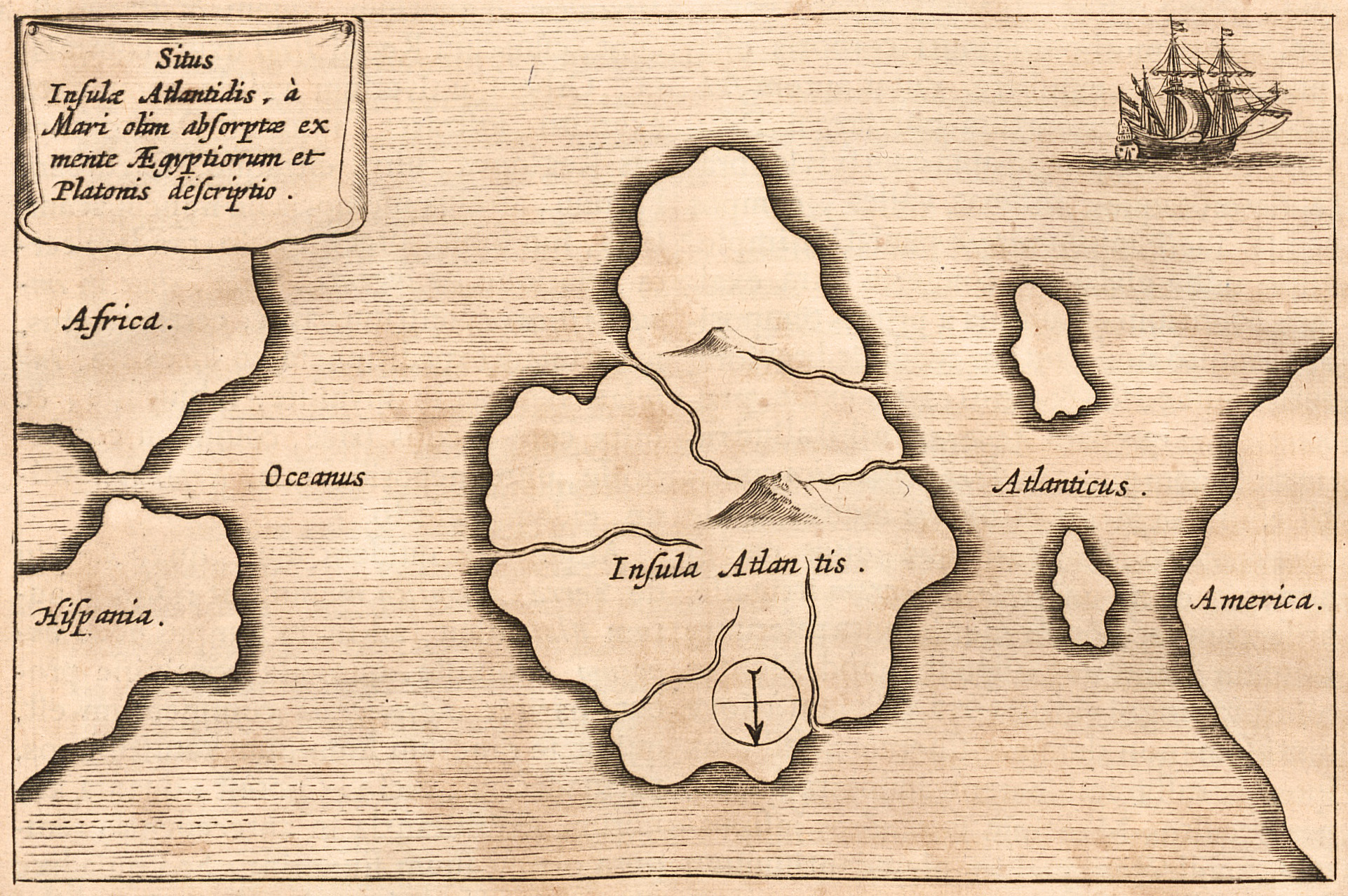
Carte fantaisiste de l'Atlantide (1678) d’Athanasius Kircher, Mundus Subterraneus (le nord est en bas).

Il y a plusieurs années, une île gigantesque est apparue au sud de l'océan Atlantique après de soudains changements à la surface du globe. De nombreux aventuriers s'y sont rendus pour l'explorer, mais aucun n'est jamais revenu. Cette île porte le nom d'Atlantide et tout le monde l'évite désormais par peur. Wynn, aspirant aventurier, décide de s'y rendre après avoir appris que son maître y a disparu il y a plus de six mois. Armé d'une dynamite spéciale inventée par ce maître, il se dirige seul vers l'Atlantide pour affronter un empereur maléfique cherchant à faire revivre un ancien empire.

## Système de jeu
C'est un jeu de plateforme à défilement latéral, à la manière de Super Mario Bros., mais contrairement à celui-ci, il est possible de défiler dans les deux sens sur l'écran plutôt qu'uniquement vers la droite. Cependant, la physique quelque peu instable du jeu, les morts en un coup et les multiples itinéraires possibles le rendent beaucoup plus difficile que Super Mario Bros..
Les niveaux du jeu sont appelés « zones », et le joueur voyage à travers divers endroits tels que des champs, des grottes, des ruines, des temples et même dans les nuages. Le jeu se compose de 101 de ces zones (les zones 1 à 99, la zone finale et la zone finale secrète), et des caractéristiques sans liens avec l'Atlantide, telles que des statues Moai et des pyramides, apparaissent dans les arrière-plans des zones. Dans les zones finales, le terrain peut être difficile à voir à cause de l'obscurité, ou il peut devenir difficile de contrôler le personnage parce que le sol est recouvert de glace. Certaines zones (appelées « trous noirs ») n'impliquent que des chutes. Trois zones ne sont pas connectées au jeu principal, elles ne sont donc accessibles qu'à l'aide d'une commande cachée qui permet au joueur de sélectionner et de jouer la zone de son choix.
Le joueur part de la première zone et doit se diriger vers la zone finale pour sauver le maître de Wynn tout en repoussant de nombreux ennemis grâce à des bâtons de dynamite. Le joueur enchaîne les différentes zones en entrant dans les passages placés dans chaque zone. Cependant, elles ne sont pas classées par ordre numérique, car plusieurs passages peuvent se trouver dans une même zone.
Les premières zones sont généralement plus faciles en termes de difficulté, et les dernières sont plus difficiles. Certains passages peuvent amener le joueur d'une zone facile directement à une zone plus difficile (grâce à des passages secrets permettant au joueur de sauter un grand nombre de zones), ou vice versa. Une limite de temps existe dans chaque niveau, et la minuterie affichée dans la partie inférieure de l'écran commence le compte à rebours à 999. Ne pas atteindre la zone suivante pendant le délai imparti entraîne la perte d'une vie. Le joueur perd également une vie si son personnage touche un ennemi, est touché par une attaque ennemie, tombe dans un trou ou est pris dans l'explosion de son propre bâton de dynamite. L'écran de game over apparaît une fois que le joueur n'a plus de vie.

### Objets
Les objets qui aident le joueur peuvent être trouvés à certains endroits de chaque zone. Leurs effets perdurent jusqu'à ce que le joueur perde une vie, mais certains peuvent durer encore plus longtemps. Les objets que le joueur possède actuellement sont affichés au début de chaque niveau. L'objet ampoule allume l'écran dans les zones sombres chaque fois que Wynn lance un bâton de dynamite. L'objet chaussure permet à Wynn de marcher sur les nuages, et l'objet « S » cause des dégâts à tous les ennemis présents dans l'écran chaque fois qu'il lance un bâton de dynamite, même s'il tombe dans un trou ou sort de l'écran. L'objet « ↑ » fait gagner 3 points au joueur chaque fois que ce-dernier appuie sur la touche haut. L'objet « 2 » fait que les ennemis vaincus rapportent des points et que la valeur des coffres au trésor double. L'élément horloge ralentit le compte à rebours de la minuterie, et l'élément de microphone permet au joueur d'arrêter les mouvements de l'ennemi en parlant dans le microphone de la deuxième manette. L'objet étoile fait que Wynn devient invincible aux ennemis et aux projectiles, mais le joueur peut toujours perdre en tombant dans un trou sans fond ou en manquant de temps.

### Fonctionnalités

#### Saut de niveau
Comme expliqué précédemment, il est possible de sauter des zones par des passages situés à l'intérieur de chaque niveau. Les passages ouverts peuvent être utilisés directement, mais les passages fermés doivent d'abord être ouverts en faisant exploser un bâton de dynamite avant de pouvoir y entrer.
Les passages secrets peuvent également être révélés en faisant exploser de la dynamite à certains endroits, en tombant dans certains trous, en faisant des attaques-suicides à certains endroits ou en sautant dans certains espaces. L'attaque-suicide est une technique qui tire parti du système du jeu où Wynn tombe à travers l'écran chaque fois qu'il est pris dans l'explosion de sa propre dynamite. Le joueur ne perd pas de vie avant que Wynn disparaisse complètement de l'écran, il est donc possible de tomber dans des zones et des passages auparavant inaccessibles. Cependant, le joueur perd l'objet ampoule à chaque fois qu'il fait une attaque-suicide, même si cela amène à passer dans une autre zone.

#### Coffres de trésor
De nombreux coffres au trésor sont situés dans chaque zone et attribuent au joueur un bonus compris entre 1 et 1 000 000 de points. Ils ne donnent jamais aucun objet, et les points sont doublés si le joueur a l'objet « 2 » dans son inventaire. Il y a 200 coffres au total et le nombre de coffres collectés par le joueur est affiché sur l'écran de jeu. Cependant, il est impossible de collecter les 200 coffres dans une partie normale car certaines zones sont inaccessibles à moins que le joueur n'utilise la commande cachée de sélection de zone. Le joueur gagne une vie supplémentaire tous les 100 000 points gagnés, mais aucune vie supplémentaire n'est donnée si Wynn ouvre un coffre au trésor qui attribue 1 000 000 de points.

#### NAGOYA
Dans la 20e zone, il y a 3 statues Moai placées les unes à côté des autres, et le message « KEYWORD-NAGOYA- » est affiché à l'écran. Ceci est un code pour les nombres 7, 5 et 8 (NA = 7, GO = 5, YA = 8) et le joueur peut passer vers la zone finale s'il lance de la dynamite 7 fois au-dessus de la statue de gauche, 5 fois au-dessus de la statue du milieu, et 8 fois au-dessus de la statue de droite. Cependant, cette zone finale est différente de celle à laquelle on accède sans utiliser l'astuce, on l'appelle donc « zone finale secrète » ou « zone finale cachée ». Un gros bonus de 4 000 000 de points est donné si le joueur passe devant la statue du diable située au centre du niveau. Dans la version Super Pitfall II, l'astuce NAGOYA changée en 7 5 8 et la zone finale secrète donne le nombre maximum de vies ainsi que tous les bonus du jeu.

#### Trou noir
Le trou noir est une zone étrange du 42e niveau qui est totalement sombre et amènera automatiquement le joueur à l'écran de game over. Wynn tombe vers le bas alors que le message « TROU NOIR ! » s'affiche en arrière-plan. Il n'y a pas d'endroits où s'acrocher, et il est impossible de s'échapper à moins que le joueur n'ait entré la commande secrète de sélection de zone au préalable. Si le joueur a gagné des vies infinies en utilisant une triche, il ne peut jamais atteindre l'écran de game over et ne peut jamais s'échapper de la zone du trou noir. Un autre trou noir est présent dans la zone 29 en fonction de l'itinéraire pris par le joueur, probablement en raison d'un bug de programmation.

#### Arrière-plans scintillants
Les arrière-plans des zones 57 et 94 scintillent respectivement en vert et en rouge. Ces effets de clignotement ont été supprimés lorsque le jeu a ensuite été porté sur les systèmes PlayStation et Windows après la diffusion de l'épisode Dennō Senshi Porigon de Pokémon à la télévision qui a provoqué de nombreux cas d'épilepsie photosensible chez les téléspectateurs.

#### Zones et objets inaccessibles
Les zones 55, 59 et 84 ne sont connectées à aucune des autres zones et sont impossibles à accéder à moins que la commande de sélection de zone masquée ne soit utilisée. Bien qu'un passage caché pour la zone 59 existe dans la zone 50, son emplacement est recouvert d'un bloc, ce qui rend impossible l'entrée. Il existe également plusieurs objets qui n'apparaissent pas du tout dans le jeu, mais qui existent dans la programmation du jeu. On ne sait pas pourquoi ces zones et objets sont restés dans la version finale du jeu.

#### Invisibilité
Dans la zone noire caractéristique du jeu, le terrain devient invisible en raison de l'arrière-plan sombre, mais le personnage du joueur et les personnages ennemis restent visibles comme dans tous les autres niveaux. Cependant, selon la programmation du jeu, il existe également un programme qui rend les personnages ennemis moins visibles dans les niveaux sombres. Cependant, cela augmenterait encore plus la difficulté du jeu pour rendre le niveau beaucoup trop difficile, de sorte que ce système n'a jamais été utilisé dans aucune partie du jeu.

#### Zone finale
Le maître de Wynn est retenu captif dans le dernier niveau du jeu (ceci est différent de la zone finale secrète accessible avec l'actuce NAGOYA), qui est également la base principale du roi maléfique Zavila, qui attaque en tirant des boules de feu sur Wynn. Bien que le dernier niveau soit d'une difficulté extrêmement élevée, il peut être réussi facilement si le joueur possède l'élément étoile invincible (cependant, il peut être tout aussi difficile d'atteindre la zone finale avec l'élément étoile toujours intact). Seules 3 des boules de feu de Zavila peuvent être affichées à l'écran à la fois, de sorte que le joueur doit progresser dans le niveau au bon moment s'il ne possède pas l'élément étoile invincible. Les attaques se terminent et le maître est libéré lorsque le joueur atteint l'objet en forme de diamant placé dans la partie médiane du niveau. Bien que cela marque la conclusion du jeu, il n'y a pas d'écran de fin ou de générique (certains crédits apparaissent assez tôt dans le jeu dans la zone 26), et le maître se tient simplement là en riant au lieu de prendre la fuite avec Wynn. Le jeu continue même après avoir fini la zone finale, et si le joueur atteint la zone 99 lors d'une deuxième partie, un nouveau passage apparaît qui ramène le joueur dans la zone 6. La difficulté est considérablement augmentée lors d'une seconde partie, mais rien n'est ajouté au système de jeu autre que le nouveau passage dans la zone 99. Le jeu se poursuit sans fin.

#### Le «mystère» de l' Atlantide
On ne sait jamais quel est le « mystère » de l'île, même après que le joueur ait terminé la zone finale. Cependant, un autre mystère apparaît dans cette même zone quand il s'avère que le maître de Wynn est Gonbe, le personnage principal du jeu Ikki (en), un autre titre développé par SunSoft.

## Développement
Bien que le jeu ne soit jamais sorti en dehors du Japon, une version partiellement traduite intitulée Super Pitfall II était en cours de développement par Activision pour une sortie en Amérique du Nord en tant que suite de Super Pitfall. Le jeu a été porté sur PlayStation le 6 décembre 2001 dans le cadre du Memorial Series SunSoft Vol. 2 (couplé avec Route-16 (en)). Le jeu est également sorti pour le système d'exploitation Microsoft Windows le 29 juin 2001 dans le cadre du l'Ultra 2000 Sunsoft Classic Games 1 (couplé avec  Super Arabian (en) et The Wing of Madoola (en)) et sa version de valeur, Yu Yu Sunsoft Kessakusen 1 (sortie le 2 juillet 2004). C'est l'un des 30 jeux inclus sur la NES Mini exclusivement au Japon, sortie le 10 novembre 2016. Il devient ensuite disponible à partir du 4 juillet 2024 sur le service Nintendo Switch Online sous le nom The Mystery of Atlantis.

## Apparitions dans d'autres jeux
- Le protagoniste Wynn fait une apparition dans le jeu Shanghai Musume: Mahjong Girls (2011) de Sunsoft.
- Wynn est une carte Joker dans Moe Moe Daifūgō ~Zenkoku Bishōjo Meguri~ (2012) de Sunsoft.
- Le boss final du jeu, Zavira, est un antagoniste mineur dans le jeu Blaster Master Zero 2 (en) (2019), un opus de la série Blaster Master développée et éditée par Inti Creates. Ici, l'apparition de Zavira est combinée à celle de l'intrigue d'un autre jeu de Sunsoft, Ikki, où le protagoniste Gonbe découvre que le seigneur de guerre féodal qui les persécutait est devenu un mutant nommé Zavira. D'autres références à Atlantis no Nazo apparaissent également périodiquement tout au long du jeu, comme un niveau optionnel basé sur les salles « sombres » d'Atlantis no Nazo.